# Oerstedia tenuicollis
Oerstedia tenuicollis är en djurart som tillhör fylumet slemmaskar, och som först beskrevs av Kirsteuer 1963.  Oerstedia tenuicollis ingår i släktet Oerstedia och familjen Oerstediidae. Inga underarter finns listade i Catalogue of Life.